# István Rózsavölgyi
István Rózsavölgyi, (ur. 30 marca 1929 w Budapeszcie, zm. 27 stycznia 2012 w Tacie) – węgierski lekkoatleta, który specjalizował się w biegu na 1500 m. 
Dwukrotny uczestnik igrzysk olimpijskich. W roku 1956 w Melbourne nie odniósł sukcesu. Na igrzyskach w roku 1960 w Rzymie Rózsavölgyi wywalczył dla Węgier brązowy medal w biegu na 1500 m. W biegu tym przegrał tylko z reprezentantem Australii Herbem Elliottem i Francuzem Michelem Jazym.